# Isidore Mvouba
Isidore Mvouba (Kindamba, 8 gennaio 1954) è un ingegnere e politico della Repubblica del Congo, di cui è stato primo ministro.
Ingegnere ferroviario, membro dirigente del Partito Congolese del Lavoro, è stato Primo ministro della Repubblica del Congo dal 7 gennaio 2005 al 15 settembre 2009.
Mvouba nasce a Kindamba, nelle vicinanze della capitale Brazzaville. Nel 1977, diviene impiegato delle ferrovie. Aderisce poi al Parti Congolais tu Travail (Partito congolese del Lavoro, PCT), entrando nel Politburo. Mvouba è considerato attualmente il più stretto collaboratore del presidente Denis Sassou-Nguesso. Dopo la mancata rielezione di Sassou-Nguessos, nel 1993 ha rifiutato l'offerta del presidente Pascal Lissouba di diventare il ministro del commercio.
Dal ritorno Sassou-Nguessos al potere, nel 1997, Mvouba ha ricoperto diverse cariche nell'esecutivo ed è stato segretario della divisione giovanile del PCT (in francese Unione de la Jeunesse Socialiste Congolaise, UJSC).